# Tress Way
(en) Statistiques sur pro-football-reference
Tressler William « Tress » Way, né le 18 avril 1990 à Tulsa dans l'État de l'Oklahoma aux États-Unis, est un sportif professionnel américain de football américain jouant au poste de punter dsans la National Football League (NFL) depuis la saison 2013, et pour la franchise des Commanders de Washington depuis 2022.
Engagé en 2013 par la franchise des Bears de Chicago en tant qu'agent libre non sélectionné à la draft puis rejoint les Redskins de Washington (devenus Commanders en 2022).
Auparavant, au niveau universitaire, il a joué pour les Sooners de l'université de l'Oklahoma pendant 5 saisons au sein de la NCAA Division I FBS (2008-2012).

## Biographie

### Jeunesse
Né Tressler William Way à Tulsa dans l'Oklahoma, Way étidue au lycée l'Union High School de Tulsa où il obtient son diplôme en 2008.

### Carrière professionnelle

#### Bears de Chicago
Les Bears de Chicago engagent Way en tant que joueur non sélectionné à la draft le 28 avril 2013. Il devait amener de la concurence au vétéran Adam Podlesh. Il est libéré le 25 août 2013.
Il resigne avec les Bears pendant l'avant saison 2014 mais est de nouveau libéré, la franchise ayant donné sa préférence au rookie Pat O'Donnell le 18 août 2014.

#### Washington Redskins / Football Team / Commanders
Les Redskins de Washington engagent Way le 20 août 2014. Lors de son premier match d'avant saison, il affiche une moyenne de 45,3 yards lors des 4 punts bottés. Il devient titulaire au poste de punter en 2014, les Redskins ayant libéré Robert Malone. Lors de la saison 2014, Way domine la NFL à son poste, terminant sa saison rookie avec 77 punts avec une moyenne de 47,52 yards par punt.
Way re-signe avec les Commanders un contrat d'un an le 20 mars 2025.